# 水屯镇
水屯镇，是中华人民共和国河南省驻马店市驿城区下辖的一个乡镇级行政单位。

## 行政区划
水屯镇下辖以下地区：
水屯村、刘付汉村、孟庄村、王坡村、大郭村、大刘村、朱洼村、新坡村、余冢村、雷寨村、田庄村、新李庄村、汉世桥村、乔庄村、钟楼村、关帝庙村、陈楼村、石庄村和赵桥村。